# 風見しんご
風見 しんご（かざみ しんご、1962年10月10日 - ）は、日本の俳優、タレント、歌手、ダンサー。当初の芸名は風見 慎吾（読み同じ）。本名は大下義博。1982年から1988年までバーニングプロダクション、1989年よりマスタープラン（バーニング系）に所属。日本における「ブレイクダンスの先駆者」とされる。
還暦（60歳）を迎えた2022年10月10日、恩師・萩本欽一のYouTube生配信番組『夢欽月曜日』に突然現れ、60歳を機に芸能活動を年内で一区切りして2023年1月よりロサンゼルスへ語学留学すると報告。すでに6年前より次女と妻は渡米していた。

## 来歴・人物
地元の町工場を経営する父の影響でエンジニアを目指していた。広島市立己斐小学校を経て、広島学院中学校・高等学校に進学。高校生時代は数学と物理が得意で、周囲からは広島大学を勧められていたが、東京の成蹊大学（工学部、機械工学専攻）に進学する。大学在学中の1981年、東京ビクトリークラブのメンバーだった哀川翔を原宿で見て、チームに入れてくださいと懇願してメンバー入り。デビュー前は髪型をリーゼントでキメていた。愛称は"ボビー"。哀川とお揃いのダブルの革ジャンを着てラバーソウルを履いて二人で歩いていると、当時よく雑誌に声をかけられ『ポップティーン』や『プチセブン』に初めて掲載。哀川が先に加入していたグループに「お前も参加しろ」と声をかけられ参加する。その後、そのグループに加入したのが野々村真、羽賀研二。『欽ちゃんの週刊欽曜日』のオーディションに野々村の付き人として風見と武野功雄（のちに『欽ドン』出演）の2人が同行、何故か付き人として行っていた風見が合格。その後、野々村と羽賀はいいとも青年隊となる。野々村と羽賀は劇男一世風靡の前身である劇男零心会のメンバーで、劇男一世風靡に参加していないが、風見は立ち上げには関わり、事実、哀川達と「ユニーク集団　劇男一世風靡を立ち上げました」と語り、劇男一世風靡の舞台にも上がっている。『哀川翔のオトナ倶楽部』「第15回ボビーと革ジャンとリーゼントと」（BSフジ）で哀川は、風見と野々村を「初期一世風靡のメンバー」と紹介した。
1982年、TBS『欽ちゃんの週刊欽曜日』オーディションに合格。芸能界デビュー（当時の芸名は風見慎吾）。合格理由も、この時のオーディションで萩本欽一に会った時に大きな声で挨拶。「有名人を前に萎縮することもなく、バカでかい声で挨拶して合格!」と言われたという。風見は元々母親から大きな声で挨拶するよう言われて育ち、声が大きくなったことで友達も出来易く「いいことがたくさんあった」。こういったことから、自分の娘たちにも大きな声で挨拶することを教えている。娘たちには自分と妻を「チチ」「ハハ」と呼ばせている。
欽ちゃんファミリーの中で抜群のアイドル性を放った。デビュー日（1982年10月8日）以来、現在まで一度もレギュラー番組が途切れることなく40年目（2022年4月期現在でレギュラー番組99本）を迎えている。
1983年5月、同郷の大先輩である吉田拓郎作曲の「僕笑っちゃいます」でレコード・デビュー。デビュー曲ながら33万枚売上、風見最大のヒット曲にして代表曲となった。2曲目「泣いちっちマイ・ハート」と合わせ、第16回日本有線大賞最優秀新人賞、第16回日本レコードセールス大賞新人賞（男性部門）などそれぞれ受賞。4曲目「涙のtake a chance」（1984年12月）では自ら米国ニューヨークに出向き猛特訓でブレイクダンスを修得。振付に大胆に取り入れ、当時の音楽番組で大きな話題を呼んだ。女性だけでなく男性アイドルにさほど興味のない10代の男たちを虜にした功績は大きく日本におけるブレイクダンスの先駆者で、テレビを通し日本中にブレイクダンスを広めた人物と評価されている。風見がレギュラー出演した『欽ちゃんの週刊欽曜日』は、風見のブレイクと同時に『ザ・ベストテン』などの歌番組に出演することにより、逆輸入する形で、風見を見たい若い男性ファンと10代の少女ファンを取り込み人気も本格的なものになった。風見は新しい視聴者層を開拓した功労者。「涙のtake a chance」の次はタップダンスを、と師匠の萩本欽一に促されるも、固辞。5曲目は更に激しいダンス（ヌンチャクを使用した、本人曰く「バトルダンス」）の「BEAT ON PANIC」（1985年4月）、B面の「Hollywoodスペシャル」がタップダンス調となった。「BEAT ON PANIC」は打ち込みを導入したエレクトロ風のファンキーな楽曲で、曲の一部にラップが取り入れられており、これも日本のポピュラー音楽への導入としては初期のものとなる。また週刊欽曜日で歌う時にインカム式ヘッドマイク(ブレイクマイク)導入もいち早く初期である。
WEB配信番組にもいち早く取り組み、2002年12月からテレビスタジオ（パナソニックセンター有明スタジオ）よりテレビカメラ4台を使って2時間の生配信レギュラー番組『TOKYO ひかり TOWN』を放送。
主演映画は3本。1987年公開『泣き虫チャチャ』は6曲目「泣き虫"チャチャ"の物語」が主題歌。続いて同年公開『あいつに恋して』では相手役オーディションで森高千里が選ばれ芸能界入り。1992年公開の『200X年 翔』では息子役に堂本光一、同級生役に堂本剛が出演、その後、彼等は「KinKi Kids」としてデビューした。
映画の役柄でピアスを開けたが、当時はピアスをしている男は少なく、同郷の"吉川晃司とデキてる"などと週刊誌に揶揄された。1983年、銀蠅一家の嶋大輔と矢吹薫の3人で「ハリケーントリオ」を結成、全国を回った。風見はデヴィッド・ボウイの大ファンで、ボウイと同じスーツを誂え、化粧も施してビリー・ジョエルや、カルチャー・クラブの楽曲、欽ちゃんファミリーメドレーを3人で歌った。選曲は放送作家集団「パジャマ党」大岩賞介。当時は3人の所属レコード会社が既に異なった為、ハリケーントリオとしてレコード・デビュー出来なかったが所属事務所、レコード会社が違うアーティストでグループを組んでの活動もイモ欽トリオ、わらべのように欽ちゃんファミリーが初期となる。
バンドブーム全盛期の1988年から1990年まで、TBSで放送された音楽番組『キラリ・熱熱CLUB』の司会を16回まで務めた。またニッポン放送で嶋、羽賀、松村雄基らと『どんまいフレンド』というラジオ番組を持った。
一人称を「自分は〜」と呼ぶ口調が特徴的（普段の公式ブログやコメントなどでは主に「僕」）。
1990年代頃よりバラエティ番組やドラマに出演。高視聴率を上げるレギュラー番組の出演も多く、各局の社長賞及び会長賞も数多く受賞。ゲスト出演としても高視聴率や最高視聴率を獲得、師匠の萩本に負けず劣らず視聴率を稼げるタレントとなる。『マジカル頭脳パワー!!』が最高視聴率31.6%を記録したのは1996年5月2日の放送、瞬間最高視聴率の40.9%を記録したのは1996年4月11日の「第16回大マジカル!!」の放送で風見がマジカルアート伝言バトルでアートを描いていた時。他にも視聴率が今ひとつだった番組に風見をゲストに迎えたところ、それまでの最高視聴率を出し、その後人気番組になったものも多い。その番組として『開運!なんでも鑑定団』、『チューボーですよ!』『天才!志村どうぶつ園』等がある。また『週刊スタミナ天国』『所さんのただものではない!』『投稿!特ホウ王国』『嗚呼!バラ色の珍生!!』『マジカル頭脳パワー!!』『伊東家の食卓』等の番組にゲスト出演し高視聴率をたたき出しそのままレギュラーとなる。この状況を見て現在レギュラーの『噂の!東京マガジン』の元プロデューサーの吉岡は約2年間交渉して1997年4月に風見を迎え入れることができた。当初は事務所の希望で準レギュラーでの出演に留まり、風見単独コーナーを持たせ高視聴率を得、2014年からはレギュラーに昇格し、2022年まで出演を続けた。この他にも長寿番組にレギュラー出演している。

## 交通安全啓発運動
2007年1月17日、当時10歳で小学5年生の長女が東京都世田谷区で通学時、青信号のタイミングで交差点通行中、配送用の2トントラックにはねられ、病院に搬送されたが死亡した。なお、現場となる交差点に当該トラックが進入した道路は、当時スクールゾーン指定でありトラックはもちろん車輌一切が進入禁止であった。
自宅を出て数分後、近所の人が「事故！」と言いながら飛び込んできて、足の骨でも折ったかと現場へ向かい、「見ないほうがいい」という制止を振り切って、轢かれた娘を目の当たりにした。病院での治療時、風見および親族が見守る中、長女は止まっていた心臓を一時動かしたが、その直後再び心肺停止となり、午前9時33分に永眠。風見は「何でこんなことで命落とさなきゃいけないんだ!?」と叫んだという（情報番組での報道）。霊安室にて長女の遺体を目の当たりにしながら、「こんな思いは誰にも味わってほしくない」と思ったという。長女の死化粧担当者に「娘は花嫁になるのが夢だったので、死化粧ではなく、花嫁化粧でお願いします」とお願いした（後述の著書より）。その後、通夜の場で会見を行い、涙を流しながら「娘と飲酒をしたかった」などと述べた。ただこの会見の中で「喧嘩嫌いだった長女のため」として加害者への思いは一切述べなかった。その後、長女の死から四十九日を経過した際に加害者への思いを表したコメントを発表している。事故の詳細と裁判についてはウィキニュースのリンクを参照のこと。
自宅の冷蔵庫には、娘が事故の前日に「ハハへのプレゼント」とスーパーマーケットで買った天かすを思い出の品として保管されている。かつてはブログで娘についてや事故後の心境を綴っていたが、面白がるようなコメントもあり、自分の仕事への批判は受け止められるが故人や家族についてのこうした書き込みは耐えがたいと考え、SNSでの発信は止めた。
長女の一周忌から数カ月後、妻が男児を妊娠していることがわかり、ダウン症候群と診断されれたためダウン症の子を育てている夫婦の話を聞くなどして誕生に備えたが、妊娠8カ月目に子宮内胎児死亡となった。
長女亡き後は、交通事故死亡者をなくすために各地で交通事故や命の大切さについてを語った講演と、警察等が主催する交通安全関連のイベントや啓蒙活動への参加を盛んに行っている。2012年7月26日に警視庁より交通安全運動に対して感謝状授与。長女の一周忌にあたる2008年1月には、長女や交通事故に対しての思いを綴った著書『えみるの赤いランドセル』（この本のISBNコードは ISBN 978-4903853178）を出版。2012年2月、娘への思いを自ら作詞した「ゆるら」を秋元康プロデュースで芸能生活30周年メモリアルCDとして発表。以後、日本歌手協会主催のチャリティーイベント等にも精力的に参加。
2008年、NHK福岡放送局の要請を受け、「追放!飲酒運転」キャンペーンの1分CMに出演。合計6本作られたそのCMでは、自らナレーションを務め、長女の写真も提供。自ら長女の実名を挙げることで交通事故の悲惨さを訴えている。NHKアナウンサーの松尾剛のインタビュー取材では、時折涙を流しCM出演を受諾するに至った思いを語った。2011年11月から広島県の「広島被害者支援センター」のチャリティーCMに出演、その中で当時を「自分だけが真っ暗な中に1人ぽつんといる気持ちになった」と振り返っており、契約満了後10年以上経った今でも広島県では広島県警の要請で所属事務所の許可のもと放映が続けられ、広島被害者支援センターより感謝状授与。2008年1月4日の『朝日新聞』朝刊1面コラム「天声人語」にも掲載。さらに2016年1月11日の『朝日新聞』朝刊、2017年4月9日の『読売新聞』朝刊、2017年7月7日の『産経新聞朝刊』に掲載された風見の記事は、その月のニュース・電子版、スマホ版でよく読まれた記事ランキング1位だった。2018年から春と秋の全国交通安全運動に向けてJA共済が風見の「交通安全手紙篇」「自転車交通安全教室篇」さらに「親と子の交通安全ミュージカル篇」を全国紙及び雑誌等に掲載して大きな反響を呼んでいる。
「（長女の死亡直後）当初は時間が経てば気持ちは収まるかなと思ったが、時を重ねるごとに気持ちは変わらないんだな」と悟るようになったという。長女の死亡後、家庭が崩壊状態（妻が病で寝込むようになったり、長女の死亡当時、3歳だった次女が異様行動を取るようになったという）になったこともあると話している。後に「長女を守れなかった分、絶対に次女を守ろう」「今でも毎晩ベッドに入って目を閉じると、最初に事故の現場の映像が出てくる。僕が現場に駆けつけて目にした光景が…。家内も同じだと言います。でも今は『これではいけない。前向きに生きよう』と心に決めました。長女と天国で再会した時、『チチ、よく頑張ったね』と言ってもらえるようしっかりと生きていかなければいけない」との思いを持つようになったとしている。また、長女の死亡後は自身が車を運転する機会が以前の10分の1に減り、仕事やプライベートで外出する時はタクシーや電車、バスを利用している。自分が車を運転している目の前に長女が出てきて、彼女を轢いてしまうという悪夢にうなされることもあるという。
2016年4月5日、成人式を迎えるはずだった長女への思いを手記『さくらのとんねる〜二十歳のえみる』と題して青志社より出版、この中で2008年「こころ」と名付け、家族で誕生を心待ちにしていた長男が、妊娠9カ月で死産したことを告白。

尚、事故の加害者の勤務先が花王の関連会社花王ロジスティクスだった。その為親会社の花王が、民放のスポンサーとして重要だった事から被害者側は風見しんごの娘だった為、大々的に報じられたが、加害者側は23歳(当時)の会社員としか報じられず実名報道はされなかった等加害者についてはあまり報道されていない。

## エピソード
子供の頃に少林寺拳法を習っていたことがあるが、喧嘩で使ったことは一度もないという。少林寺拳法の資格は1983年の時点で2級だった。
物心が付いた時から大の広島東洋カープファン。1975年9月10日、初優勝に向かって驀進する広島対中日戦（広島市民球場）で、本塁上のタッチプレーを巡り中日の新宅洋志と広島の三村敏之が激しく言い争い、普段温厚な三村が激怒したとあって広島ベンチから選手が飛び出し、やがて観客もグラウンドに入り乱れての大乱闘へと発展した。当日、試合を観戦に来ていた当時中学生の風見は、この騒ぎに乗じ、中日の星野仙一に砂をかけたという。その後、風見が『ザ・ベストテン』に出演した際、スタジオから星野（当時野球解説者）に生電話で謝罪したいということで、この時の話をすると、星野は「そういえば、何か小僧に砂をかけられたことは覚えているよ。あんときのガキゃぁお前じゃったんか!!」（あの時のガキはお前だったのか!!）と答えた。また『近代映画』でも対談が組まれ、風見が星野に直接謝罪した。その後、広島市民球場のフェンスは、金網の目を細くして足が掛からないようにしたり、上部を大きく内側に折れ曲げたりして簡単には乗り越えられないようになった。当時中日の選手会長だった谷沢健一は「あの乱闘で自分自身も含め中日の選手6人とコーチ4人が負傷させられ、結局レギュラー野手4人とエースの負傷も響いて、中日は二連覇を逃した」と話している。のちに中日ドラゴンズ応援特番に星野から声をかけられてゲスト出演して番組を盛り上げた。また1994年にはアニメ映画『かっ飛ばせ！ドリーマーズ“カープ誕生物語”』で声優に初挑戦し、2014年より広島東洋カープ公認応援隊員として、MAZDA Zoom-Zoomスタジアム広島のアストロビジョンに映し出される応援歌『それ行けカープ』の歌唱や応援チラシ等にも登場している。2015年4月26日にはMAZDA Zoom-Zoomスタジアム広島で黒田博樹投手の真っ赤なグラブを借りて始球式も務めた。
自宅でワニを飼っていた時期がある（当時飼育許可申請済）。風見も子供の頃にワニを飼っていた事をテレビ等でよく話していた。しかし飼っていたのを親に見つかって怒られ、自宅近くの川に逃した所、近所の老婆が見つけて警察に通報して大騒ぎになった。しかしそのワニを探しても結局発見は出来なかった。通報した老婆が絶対にワニがいたと言い張っていたが、警察官が「おばあちゃん、広島の川にワニはいないんだよ」と説得したという。
中山秀征、松本明子、飯島直子がレギュラー出演していた『DAISUKI』で、健康診断を受ける回に風見が出演した。尿検査を行うべく個室トイレに入り、検尿終了後にズボンのファスナーを上げる際に思わず「痛っ！皮を挟んだ」と口に出た言葉をレギュラー陣が聞き、松本・中山は「え？しんごちゃんてまさか…？」と話し、音声さんもマイクで声を拾ってたので「しんごちゃんって…」とテロップを出し、自ら包茎である事をばらしてしまった事が有る。
1993年12月、レギュラー番組『週刊スタミナ天国』（フジテレビ）の風見担当コーナー“わんぱくヘルパー”に男性2人組アーティスト「吉田山田」の山田義孝の母が応募、当時9才だった山田の誕生日に風見が1日パパとして遊園地などのロケに出かけていたことが、2018年2月21日の風見のラジオレギュラー「ごごラジ!」にゲスト出演した「吉田山田」の山田本人から語られ、生放送中にも拘わらず風見は動揺が隠せず、かなり驚いた様子だった。番組公式ブログには25年振りのツーショット写真も掲載されている。
1998年2月7日より行われた長野オリンピックの聖火リレーランナーとして1月13日に広島市内を走った。なお、2月22日の閉会式の司会は師匠である萩本が務めている。
父が認知症になった2004年のある日、父と車のキーを巡り大喧嘩になる。父親を羽交い絞めにして車の鍵を取り上げた。それから3年後、風見は長女を自動車事故で亡くしており「もし、父が向こう（加害者）の立場になっていたらと思うとゾッとする。あの時、力ずくでも車の鍵を父から取り上げた事は正しかったと思う」と述べている。
2010年代以降、風見は日本におけるブレイクダンスの先駆者として再評価されている。特にクリス松村は「風見の『涙のtake a chance』で、日本人が初めてブレイクダンスをしているのを見た」と話しており、ブレイクダンスは風見がテレビで披露したことにより、広く日本で知られるようになったものである。風見が振付にブレイクダンスを取り入れた経緯については、映画『フラッシュダンス』で子供たちが踊るシーンを見て思いついたと話している。風見は「当時のダンサーと言えば、東京音楽学院のスクールメイツと日テレ音楽学院のザ・バーズという頃で、まわりにブレイクダンスをやっている人は誰もおらず、ニューヨークに渡りブレイクダンスを修得した」と話している。レギュラーだったTBSテレビ金曜9時ゴールデンタイムの人気番組『欽ちゃんの週刊欽曜日』番組内で、萩本に「どうしてもブレイクダンスをやらせて下さい」と頼み込む。当時ブレイクダンスを知る人は殆んどいなかったが、やらせてくれた。風見は「大将の決断がなければ日本のヒップホップは5年普及が遅れたと思う」と話している。2017年6月、キリンビール『のどごし生』WEBコマーシャルムービーで54歳のブレイクダンスを披露、Yahoo!ニュースでも「風見しんごの身体能力に仰天」と絶賛して報じている。

## 出演

### 主なテレビドラマ
- もういちど結婚（1983年、TBS）
- 欽ちゃんファミリー時代劇・俺達の熱き風（1984年、日本テレビ）
- 月曜ドラマランド「まさし君」（1985年、フジテレビ） - 主演 上田まさし 役
- スタア誕生（1985年、フジテレビ系・大映テレビ） - 山口義人 役
- 木曜ドラマストリート「名探偵はひとりぼっち」（1985年11月21日、フジテレビ） - 主演
- ヤヌスの鏡（1985年、フジテレビ系・大映テレビ） - 河本達郎 役
- 火曜サスペンス劇場「猫に憑かれた花嫁」（1987年、日本テレビ）
- プロゴルファー祈子（1987年、フジテレビ系・大映テレビ） - 野上信也 役
- 青春大河ドラマ・野望の国 嵐の章（1989年、日本テレビ） - 井上聞多 役
- ドラマチック22（TBS）
  - 哀愁の玉ねぎボーイ（1989年11月11日）
  - 俺はムコ養子（1990年7月21日）
- 花王名人劇場「裸の大将38 清と花嫁の父」（1990年1月7日、関西テレビ）
- 木曜ゴールデンドラマ「ああ父よ」（1990年、よみうりテレビ）
- 世にも奇妙な物語「鏡」（1991年、フジテレビ） - 主演・木村祐二 役
- 代表取締役刑事 第33話「嘆きの天使」（1991年6月23日、テレビ朝日）
- 平成就職物語（1992年、テレビ東京）
- 土曜ワイド劇場「タクシードライバーの推理日誌シリーズ」（1992年 - 2016年、テレビ朝日） - 東山秀作 役 「テレビ朝日社長賞受賞番組」
- LOW KEE SHOW「クウォーターシネマ パステルラブ 人魚の夢」（1992年、TBS）
- 幼稚園ゲーム2〜社宅編〜（2001年、中部日本放送） - 秋野順平 役
- すてきにコモン!（2006年、TBS） - 杉崎晋一 役
- 水戸黄門 第37部（2007年、TBS） - 幸助 役
- モンスターペアレント（2008年、関西テレビ/フジテレビ） - 時任昭雄 役
- サラリーマン金太郎（2008年、テレビ朝日） - 水木衛 役
  - サラリーマン金太郎2（2010年、テレビ朝日） - 水木衛 役
- 新・警視庁捜査一課9係 season1 最終話「生命の捜査線」（2009年、テレビ朝日）
- 検事・鬼島平八郎（2010年、ABCテレビ/テレビ朝日）
- 犬を飼うということ〜スカイと我が家の180日〜（2011年、テレビ朝日） - 中尾啓介 役
- Answer〜警視庁検証捜査官（2012年、テレビ朝日） - 有富功 役
- 水曜ミステリー9「捜査検事・近松茂道12」（2012年、テレビ東京） - 大村征二 役
- 連続ドラマW「天の方舟」（2012年 - 2013年、WOWOW） - 的場 役
- ダブルス〜二人の刑事（2013年、テレビ朝日） - 大田浩二 役
- 刑事吉永誠一 涙の事件簿 第7話（2013年、テレビ東京） - 森田智治 役
- 続・最後から二番目の恋 第9話（2014年、フジテレビ） - 稲垣輝夫 役
- GTO（2014年、関西テレビ） - 大前広利 役
- 警視庁・捜査一課長 season1 第10話（2016年、テレビ朝日） - 横井圭吾 役
- 伝七捕物帳2（2017年、NHK BSプレミアム） - 正助 役
- 日曜ワイド → 日曜プライム「庶務行員 多加賀主水が許さない」シリーズ（2017年10月15日 - 2020年9月24日、テレビ朝日）[注 1] -  難波俊樹 役
- ウルトラマンタイガ（2019年7月6日 - 12月21日、テレビ東京） -  佐倉警部 役
- 特捜9 Season5 最終話（2022年6月22日、テレビ朝日） - 東山秀作 役（タクシードライバーの推理日誌・警視庁捜査一課警部補から出世して警察庁警備局警備企画課"理事官"で出演）
- 科捜研の女 2022 第6話（2022年11月29日、テレビ朝日） - 漆原修次 役

### 映画
- 泣き虫チャチャ（1987年） - 主演
- あいつに恋して（1987年） - 主演・江藤正太郎 役
- ウルトラシリーズ映画作品
  - ウルトラQ ザ・ムービー 星の伝説（1990年） - 戸川一平 役
  - ウルトラマンコスモス THE FIRST CONTACT（2001年） - キド隊員 役
    - ウルトラマンコスモス2 THE BLUE PLANET（2002年） - キド隊長 役
    - ウルトラマンコスモスVSウルトラマンジャスティス THE FINAL BATTLE（2003年） - キド隊長 役

  - ウルトラマンメビウス&ウルトラ兄弟（2006年） - 海洋学芸員・広川 役
  - 大決戦!超ウルトラ8兄弟（2008年） - キド医師 役　※特別出演
- 獅子王たちの夏（1991年） - 金本雄二
- 超高層ハンティング（1991年） - 主演
- ゴジラvsキングギドラ（1991年） - 国立超科学研究センター所員 役[1]
- 200X年・翔（1992年） - 主演
- アオギリにたくして（2011年、2016年5月30日　ニューヨーク、ボストンを中心にアメリカ上陸（英語字幕））※国連ESCAP第5回つながり映画祭企画作品／第一回JASRAC音楽文化賞受賞
- Revive by TOKYO24 ～ ヒトは生まれ変わることができる（2020年4月17日公開予定がコロナ感染防止対策で見送られDVD先行発売。公開は2020年夏以降）※第17回 モナコ国際映画祭“コンペティション部門”で最優秀脚本賞受賞作

### Vシネマ
- 怪奇千夜一夜物語”愛の巣”（1991年）初監督作品
- ザ・ヒールストリート（1991年）友情出演
- DOOR II TOKYO DIARY（1991年）
- 霧加神（1992年） - 主演
- おいら女蛮 決戦!パンス党（1992年）友情出演
- パステルLOVE“セレモニーの前に”（1993年）監督作品第2弾
- 新パチンコ物語“秘デジパチ攻略法”（1993年） - 主演
- 爆走トラッカー軍団3“紅薔薇軍団参上！”（1993年） - 野口勝男 役
- 爆走トラッカー軍団4“浪花(暴)遊侠伝”（1993年） - 野口勝男 役
- 実相寺昭雄ファイル・怪の館“小夜子の恋”（1997年）監督作品第3弾
- 教育ビデオ“かぶしき・虎の巻”（2001年） - 主演
- 東映教育映像“人生のネクストドア～50歳代からのライフプラン”（2021年） - 主演　令和３年度 優秀映像教材選奨（教育映像祭）[ 社会教育部門 市民生活向 ］優秀作品賞 受賞！

### 舞台
- 年忘れ特別企画“萩本欽一・奮闘喜劇公演”（1998年）新宿コマ劇場
- コント55号40周年プラス1“仇討物語〜でんでん虫”（2007年）明治座
- 平成21年初春公演“あらん はらん しらん”（2009年）明治座
- コント55号THE LAST“いかん どっかん あっけらかん”（2011年）明治座
- おちゃのこ妻妻（サイサイ）“品川区商店街物語”（2013年）ひらつかホール杮落とし公演
- 独りぼっちの地球人 feat.ULTRASEVEN（2013年）30周年記念初座長公演
- 欽ちゃん奮闘記THE LAST“ほめんな ほれんな とめんな”（2014年）明治座
- 舞台“ROOKIES”（2021年）シアター1010 /サンケイホールブリーゼ/栗東芸術文化会館さきら - 村山義男 役[29]

### 情報・バラエティ

#### 過去（主なレギュラー番組）
- 欽ちゃんの週刊欽曜日（TBS）「TBSテレビ社長賞受賞番組」 ※デビュー番組
- ドキド欽ちゃんスピリッツ（1986年 - 1987年、TBS）
- ぴったし カン・カン（後期）（TBS）
- 日曜9時は遊び座です（初期）（日本テレビ）
- キラリ・熱熱CLUB（1988年 - 1989年、TBS） - 司会
- アッコにおまかせ!（1991年頃、TBS）
- 所さんのただものではない!（フジテレビ）
- 週刊スタミナ天国（フジテレビ）
- スターどっきり㊙報告（フジテレビ）「フジテレビ社長賞受賞番組」
- 志村けんのオレがナニしたのヨ?（1995年10月 - 1996年3月、フジテレビ）
- まっ昼ま王!!（テレビ朝日） - 月曜日
- クイズ世界はSHOW by ショーバイ!!（日本テレビ）
- 投稿!特ホウ王国（日本テレビ）「日本テレビ社長賞受賞番組」
- マジカル頭脳パワー!!（日本テレビ）「日本テレビ会長賞及び社長賞受賞番組」
- 嗚呼!バラ色の珍生!!（日本テレビ）「日本テレビ会長賞及び社長賞受賞番組」
- 伊東家の食卓（日本テレビ）「日本テレビ会長賞及び社長賞受賞番組」（末期には「リサイクルマン」としても活躍）[注 2]
- ミッドナイトマーメイド（テレビ朝日）
- すくすくネットワーク（1999年 - 2002年、NHK教育テレビ）
- すくすく子育て（2002年 - 2003年、NHK教育テレビ）
- ひょっこり評判テレビ（1994年 - 1997年、広島ホームテレビ）「広島ホームテレビ社長賞受賞番組」
- 風見しんごの住まいるaGOGO!!（2003年 - 2006年、テレビ埼玉）「テレビ埼玉社長賞受賞番組」
- ともちゃん家の5時（山梨放送）「山梨放送社長賞受賞番組」さらに 2008年日本民間放送連盟賞「特別表彰部門・青少年向け番組」最優秀賞受賞
- ふれあい介護日記（BS朝日） ※番組ホームページで担当したPart1～4を振返ることができる
- 「TOKYO ひかり TOWN」（2002年 - 2004年、TEPCOひかりコンテンツ インターネット番組）
- 「風見しんごのひかりバラエティ」（casTY　インターネット番組）
- ノンストップ!（フジテレビ、2012年4月3日 - 2022年3月23日、隔週火曜→隔週木曜→隔週水曜）
- 噂の!東京マガジン（TBS→BS-TBS、1997年4月 - 2022年12月18日[30]）「TBSテレビ社長賞受賞番組」

### その他
- ザ・ベストテン（TBS）登場の際、空中側転をして出てきたことがある。
- ザ・トップテン（日本テレビ）
- 夜のヒットスタジオ（フジテレビ）
- レッツゴーヤング（NHK）
- ヤンヤン歌うスタジオ（テレビ東京）
- 歌の楽園（2011年、テレビ東京）
- 第42回思い出のメロディー（NHK）
- HEY!HEY!HEY! MUSIC CHAMP（フジテレビ）
- ネプリーグ (2006年1月16日)
- J-POP青春の'80（NHK）
- スター☆ドラフト会議（日本テレビ）
- ヒルナンデス!（日本テレビ）
- スマートフォンデュ（テレビ朝日）
- 日本歌手協会・歌謡祭（BSテレ東）
- カラオケ大賞（千葉テレビ放送、2019年 - 2020年）
- JA共済地域貢献活動「交通安全の手紙 ～ 子どもたちの未来のために」ネットCM（2021年3月 - ）
- 「なるほど交通安全」（FM TOKYO）ラジオスポットCM（2019年4月 - ） - ナレーション
- 「セーフティドライブ」（FM NACK5）キャンペーンCM（2018年4月 - ） - ナレーション
- テレメンタリー2018「検証・西日本豪雨[1] 道は濁流になった 〜カメラが捉えた広島豪雨災害〜」（2018年9月2日、テレビ朝日） - ナレーション。ギャラクシー賞「テレビ部門月間賞」受賞
- 「追放!飲酒運転」（NHK福岡放送局）キャンペーンCM（2008年） - ナレーション
- JA共済済地域貢献活動第2弾「交通安全の手紙～ 高齢ドライバーのみなさまへ」と「 いつまでも安全運転を続けるために」ネットCM（2022年4月 - ）
- 警察庁「幼児・児童の交通安全～保護者が果たすべき役割」ネット配信（2022年4月 - ）
- 香川県警「次は、あなたかもしれない」ネットCM（2022年4月 - ）
- 東京都 Tokyo Metropolitan Government「HOW TO キャッシュレス」ネット配信（2023年4月 - ）

### 主なラジオレギュラー
- 風見慎吾のみんな笑っちゃいます（1983年10月 - ?、文化放送系）
- ザ・欽グルスショー「水曜日」（1984年1月 - ?、TBSラジオ系）
- みづえ・慎吾のおもしろサンドイッチ（1984年1月 - ?、文化放送系）
- ヤングパラダイス内・箱番組「慎吾と大輔どんまいフレンド」→「慎吾と雄基どんまいフレンド」（1984年4月 - 1985年10月、ニッポン放送）
- 風見慎吾のサンデーナイトフィーバー（1984年4月 - ?、文化放送系）
- 風見慎吾のバラエティスクール → 慎吾とLOVE NIGHT（1984年10月 - 、文化放送系　TDK1社提供）
- シャープ ミンミンゼミナール（文化放送）
- 東鳩アイドルSTORY 風見しんごのYaYa CLuB（1989年10月 - 1991年3月）、文化放送系）
- 午後のまりやーじゅ「水曜日」（2015年4月 - 、NHKラジオ第1放送）
- ごごラジ!「水曜日」（2016年4月 - 2018年3月7日、NHKラジオ第1放送）

### 主なCM
- ロッテチョコレート「アーモンドボールチョコ」「クランキー」（1984年4月）
- HITACHIファンコンポ「風蛍〜‘Em’」（1990年6月）
- キリンビール「ビアっこ生」※東北地区限定醸造（1995年6月）
- 中外製薬「グロンサン」（1997年2月、高田純次と共演。）
- 民間介護保険「セント･プラス少額短期保険」（2015年5月）
- のどごし〈生〉（2017年6月 - 、麒麟麦酒）難しい上司もこれで攻略！サラリーマン交渉バトルproduced by キリン のどごし〈生〉編[31][32]

## ディスコグラフィ

### シングル
| #                                        | 発売日                                   | タイトル                                 | B面                                            | 規格                                     | 規格品番                                 |
| - フォーライフ・レコード - 風見慎吾 名義 | - フォーライフ・レコード - 風見慎吾 名義 | - フォーライフ・レコード - 風見慎吾 名義 | - フォーライフ・レコード - 風見慎吾 名義       | - フォーライフ・レコード - 風見慎吾 名義 | - フォーライフ・レコード - 風見慎吾 名義 |
| ---------------------------------------- | ---------------------------------------- | ---------------------------------------- | ---------------------------------------------- | ---------------------------------------- | ---------------------------------------- |
| 1st                                      | 1983年5月21日                            | 僕笑っちゃいます                         | OTONA BIRTHDAY                                 | EP                                       | 7K-92                                    |
| 2nd                                      | 1983年11月18日                           | 泣いちっちマイ・ハート                   | 悲しきStand-in Boy                             | EP                                       | 7K-118                                   |
| 3rd                                      | 1984年6月5日                             | そこの彼女                               | 朝陽のプロローグ                               | EP                                       | 7K-147                                   |
| 4th                                      | 1984年12月21日                           | 涙のtake a chance                        | 涙のtake a chance -Instrumental Dance Version- | EP                                       | 7K-168                                   |
| 5th                                      | 1985年4月24日                            | BEAT ON PANIC                            | Hollywoodスペシャル                            | EP                                       | 7K-182                                   |
| 6th                                      | 1985年9月25日                            | 泣き虫“チャチャ”の物語                   | LOVING YOU                                     | EP                                       | 7K-196                                   |
| フォーライフミュージックエンタテイメント |                                          |                                          |                                                |                                          |                                          |
| 7th                                      | 2012年2月22日                            | ゆるら                                   | 今さら Fall in love                            | Maxi                                     | FLCF-7184                                |

### アルバム

#### オリジナル・アルバム
|                                          | 発売日                                   | タイトル                                 | 規格                                     | 規格品番                                 |                                          |
| - フォーライフ・レコード - 風見慎吾 名義 | - フォーライフ・レコード - 風見慎吾 名義 | - フォーライフ・レコード - 風見慎吾 名義 | - フォーライフ・レコード - 風見慎吾 名義 | - フォーライフ・レコード - 風見慎吾 名義 | - フォーライフ・レコード - 風見慎吾 名義 |
| ---------------------------------------- | ---------------------------------------- | ---------------------------------------- | ---------------------------------------- | ---------------------------------------- | ---------------------------------------- |
| 1st                                      | 1983年11月5日                            | FRIDAY TROUBLE                           | LP                                       | 28K-59                                   |                                          |
| 1st                                      | 1983年11月5日                            | FRIDAY TROUBLE                           | CT                                       | 28C-42                                   |                                          |
| 2nd                                      | 1985年7月5日                             | Whoopee〜ギャーピーの叛乱〜              | LP                                       | 28K-92                                   |                                          |
| 2nd                                      | 1985年7月5日                             | Whoopee〜ギャーピーの叛乱〜              | CD                                       | 35KD-12                                  |                                          |

#### ベスト・アルバム
|                                                            | 発売日                                   | タイトル                                                 | 規格                                     | 規格品番                                 |                                          |
| - フォーライフ・レコード - 風見慎吾 名義                   | - フォーライフ・レコード - 風見慎吾 名義 | - フォーライフ・レコード - 風見慎吾 名義                 | - フォーライフ・レコード - 風見慎吾 名義 | - フォーライフ・レコード - 風見慎吾 名義 | - フォーライフ・レコード - 風見慎吾 名義 |
| ---------------------------------------------------------- | ---------------------------------------- | -------------------------------------------------------- | ---------------------------------------- | ---------------------------------------- | ---------------------------------------- |
| 1st                                                        | 1985年12月5日                            | 特売                                                     | LP                                       | 28K-99                                   |                                          |
| 1st                                                        | 1985年12月5日                            | 特売                                                     | CD                                       | 35KD-26                                  |                                          |
| - フォーライフミュージックエンタテイメント - 風見慎吾 名義 |                                          |                                                          |                                          |                                          |                                          |
| 2nd                                                        | 2011年5月25日                            | 風見慎吾 ゴールデン☆ベスト 〜FRIDAY TROUBLE+シングルス〜 | CD                                       | FLCF-4377                                |                                          |

### 参加楽曲
| 発売日        | 商品名                     | 歌             | 楽曲                           | 備考                                                |
| ------------- | -------------------------- | -------------- | ------------------------------ | --------------------------------------------------- |
| 1991年11月1日 | ULTRAMAN LOVE FOR CHILDREN | ウルトラ合唱隊 | 「ULTRAMAN LOVE FOR CHILDREN」 | ウルトラマン誕生25周年 参加特別企画チャリティソング |

## 風見しんごに影響を受けた人物
- 上野隆博[33]（ダンサー）別名:TAKAHIRO
- 岡村隆史[34]
- LL BROTHERS